# 那須塩原市立波立小学校
那須塩原市立波立小学校（なすしおばらしりつ はったちしょうがっこう）は、栃木県那須塩原市波立にある公立小学校。

## 沿革

### 年表
- 1874年10月 - 教明学舎として開校。
- 1888年4月 - 大原間尋常小学校波立分教室と改称。
- 1894年4月 - 波立尋常小学校と改称。
- 1941年4月 - 国民学校令により東那須野村立波立国民学校と改称。
- 1947年4月 - 学制改革により東那須野村立波立小学校と改称。
- 1955年1月 - 町村合併により黒磯町立波立小学校と改称。
- 1965年2月 - 校歌制定。
- 1970年11月 - 市制施行により黒磯市立波立小学校と改称。
- 1994年2月 - 校旗変更。
- 2005年1月1日 - 市町村合併により那須塩原市立波立小学校と改称。
- 2012年4月 - 小規模特認校に指定[1]。

## 教育方針
- 教育目標
  - 知恵のある子
  - 思いやりのある子
  - 体力のある子

## 通学区域
通学区域は以下の通りである。
那須塩原市
- 中島
- 北和田
- 波立
- 中内・鹿野崎
- 無栗屋
- 上郷屋
- 百目木
- 塩野崎
- 唐杉
- 塩野崎新田

## 交通
- JR宇都宮線「那須塩原駅」より徒歩46分（約3.7km）